# 谢尔盖·帕拉杰诺夫
謝爾蓋·约西福维奇·帕拉贊諾夫（1924年1月9日—1990年7月20日），電影導演，出生於蘇聯時期的喬治亞首府，父母皆為亞美尼亞族。他拍攝的電影風格特殊，他不拍攝自然鏡頭，而是以一幕一幕的表演型式，讓演員以不自然的動作做些稀奇古怪的事情，賦予電影強烈藝術性與詩意。他被認為是20世纪最偉大的電影導演之一。

## 早期经历
谢尔盖·帕拉杰诺夫出生于前苏联格鲁吉亚首府第比利斯，他的父母都是亚美尼亚人。由于父母在艺术方面的涵养，帕拉杰诺夫幼年就接触了艺术。1945年，他进入莫斯科的全联盟国立电影学院导演系学习，师从伊戈尔·萨乌琴科和亚历山大·杜甫仁科。
1950年，帕拉杰诺夫与他的第一任妻子妮扎尔·科里莫娃在莫斯科结婚。科里莫娃来自一个鞑靼穆斯林家庭，为了嫁给帕拉杰诺夫，她皈依了东正教。这种行为招致了悲剧性的后果：她的亲人为了报复她皈依东正教的举动而将她杀死。在妻子的悲剧发生之后，帕拉杰诺夫离开了俄罗斯，来到乌克兰的基辅，并在那里制作了数部纪录片和一些以乌克兰和摩尔多瓦民间故事为蓝本的剧情片。1956年，他与斯维特拉娜·切尔巴丘克结婚，他们的儿子在1958年降生。

## 与社会主义现实主义风格的决裂
塔可夫斯基的《伊凡的少年時代》对帕拉杰诺夫电影天分的觉醒有着巨大的影响。1964年，他放弃了社会主义现实主义风格，转而导演了充满诗意色彩的《被遗忘的祖先的阴影》，这是他的第一部完全依个人灵感而创作的电影，为他在国际影坛上赢得了许多荣誉，也成为了他的成名作。影片天才的运用了色彩、服饰、音乐和镜头等元素，重现了一个被遗忘的世界（乌克兰喀尔巴阡山区）。尽管这部影片获奖累累，甚至被人拿来与爱森斯坦的《波坦金戰艦》相比，它还是没有通过苏联当局的审查。由于帕拉杰诺夫拒绝对自己的作品做出修改，他也被列入了黑名单中。
此后，帕拉杰诺夫离开了基辅，回到了母邦亚美尼亚。在恶劣的条件下，他于1968年以低成本摄制了他的代表作《沙益-挪瓦》。苏联审查机构以影片含有煽动性内容为理由将影片禁映。而帕拉杰诺夫则修改了脚本，并将影片改名为《石榴的颜色》。全片几乎没有台词，却将灵魂与艺术融合起来，创造出不可思议的魔术般的意境，成为了他最富象征意义的巅峰作品。

## 入狱与晚期作品
1973年12月，在苏联当局逐渐怀疑帕拉杰诺夫具有叛逆性的癖好（尤其是双性恋）之后，当局终于以“强奸一位共产党员，及传播淫秽物品”的罪名判决其到西伯利亚劳改营服五年苦役。在判决前三天，塔尔科夫斯基曾向乌克兰共产党中央委员会致信说：“在过去的十年，谢尔盖·帕拉杰诺夫只拍摄过两部电影：《被遗忘的祖先的阴影》和《石榴的颜色》。它们先是影响了乌克兰，然后波及苏联全国，最后影响了全世界。在艺术领域，世界上没有几个人能替代帕拉杰诺夫。他有罪--因他的独一无二而有罪。而我们也有罪，因我们没有每日念及他、没有发现一个大师之重要而有罪。”
一群折衷的艺术家、电影人和社会活动家也为帕拉杰诺夫而抗议，其中包括了伊夫·圣洛朗、佛兰西丝·莎岗、尚盧·高達、法蘭索瓦·楚浮、布紐爾、費里尼、安東尼奥尼、塔尔科夫斯基和米哈伊尔·瓦尔塔诺夫，然而收效甚微。帕拉杰诺夫最终服刑四年，提前一年获释。他后来将他的提前获释归因于法国超现实主义诗人路易·阿拉贡、其妻俄罗斯人艾尔莎·特里奥莱和美国作家约翰·厄普代克的努力。很可能是苏共中央总书记勃列日涅夫与阿拉贡等人在会谈以后，阿拉贡提出的请求。帕拉杰诺夫在狱中创作了大量的小雕塑、绘画和拼贴画，其中许多后来在埃里温展出。回到第比利斯以后，苏联当局的监视使帕拉杰诺夫难以继续进行电影创作，他转而继续他在狱中的艺术创作，包括拼贴画、抽象画和缝制玩具和服装。
1982年2月，帕拉杰诺夫再次入狱，罪名是贿赂。服刑不到一年，他就因健康情况恶化而被释放。1984年，随着苏联解冻时期的到来，帕拉杰诺夫创作电影的热情又重新激发。在一些格鲁吉亚知识分子的鼓励下，他导演了《苏拉姆城堡的传说》，并获得许多荣誉。1988年，他又以莱蒙托夫的作品为蓝本，导演了《游吟诗人》（《阿席·凯力》），他将这部电影献给了他的好友塔尔科夫斯基以及全世界的儿童。
在晚年，他将余力全部投入了最后的大作当中去，然而他的健康状况却不断恶化。1990年7月20日，帕拉杰诺夫在亚美尼亚埃里温去世，享年66岁。他的作品最终没能完成，同样未完成的还有他的自传。
在他去世后，费里尼、托尼诺·古埃拉、罗西、阿尔贝托·摩拉维亚、朱丽叶塔·马西那、马切洛·马斯特罗亚尼、贝尔托鲁奇等人都表示了哀悼。在一封发往俄罗斯的电报中写道：“世界影坛失去了一位魔术师。”

## 影响
尽管曾在著名的格拉西莫夫电影学院学习电影，帕拉杰诺夫实际上是在看过塔可夫斯基的《伊凡的少年時代》之后才发掘出自己在电影上的天才的。帕拉杰诺夫有着众多的崇拜者，但就像许多电影大师一样，他独特的银幕语言使他难以有追随者。他曾说过：“想要模仿我的人将会迷失方向。”不过，仍有像安哲罗普洛斯和贝拉·塔尔这样的导演将电影作为与文学相对的视觉媒介，走着和帕拉杰诺夫类似的艺术道路。亚历克塞·科罗丘科夫评价：“帕拉杰诺夫的电影并不是为了展现事物为如何，而是要展现假如他是上帝，事物将会为如何。”

## 作品列表

### 劇情長片
| 年份 | 中文譯名                  | 原文片名              | 語言       | 出產國 | 註釋                                                      |
| ---- | ------------------------- | --------------------- | ---------- | ------ | --------------------------------------------------------- |
| 1954 | 安德里耶什                | Андриеш               | 俄語       | 苏联   | 与雅科夫·巴泽里安共同导演，《摩尔达维亚轶事》的增长翻拍。 |
| 1958 | 第一的家伙                | Первый парень         | 俄語       | 苏联   |                                                           |
| 1961 | 乌克兰狂想曲              | Украинская рапсодия   | 俄語       | 苏联   |                                                           |
| 1962 | 石头上的花                | Цветок на камне       | 俄語       | 苏联   |                                                           |
| 1965 | 被遗忘的祖先的影子        | Тіні забутих предків  | 烏克蘭語   | 苏联   | 改編自烏克蘭作家柯秋賓斯基同名小說                        |
| 1969 | 石榴的顏色                | Սայաթ-Նովա            | 亞美尼亞語 | 苏联   | 改編自十二幅描繪十八世纪亞美尼亞詩人薩雅-諾瓦一生的璧畫   |
| 1985 | 蘇拉姆城堡的傳說          | ამბავი სურამის ციხისა | 格鲁吉亚語 | 苏联   |                                                           |
| 1988 | 吟遊詩人（阿席克·凯力布） | აშიკი ქერიბი          | 阿塞拜疆語 | 苏联   | 改編自俄國詩人、小說家萊蒙托夫的同名作品                  |

### 短片/紀錄片
| 年份      | 中文译名                   | 原文片名                            | 原名罗马化                 | 注释                                                             |
| --------- | -------------------------- | ----------------------------------- | -------------------------- | ---------------------------------------------------------------- |
| 1951      | 摩尔达维亚轶事             | （俄文） Молдавская сказка          | Moldavskaya Skazka         | 毕业短片，遗失                                                   |
| 1958      | 杜姆卡                     | （俄文） Думка                      | Dumka                      | 纪录片                                                           |
| 1959      | 娜塔莉亚·乌日维依          | （俄文） Наталия Ужвий              | Natalia Uzhvij             | 纪录片                                                           |
| 1960      | 金手                       | （俄文） Золотые руки               | Zolotye ruki               | 纪录片                                                           |
| 1965      | 基辅壁画                   | （俄文） Киевские фрески            | Kievskie Freski            | 在先期制作的时候就被查禁，只保留下了15分钟的试观赏片断。         |
| 1967      | 哈屈·霍夫纳塔尼安          | （亞美尼亞文） Հակոբ Հովնաթանյան    | Hakob Hovnatanyan          | 纪录短片                                                         |
| 1968      | 科米塔斯的孩子们           | （亞美尼亞文） Երեխաներ Կոմիտասին   | Yerekhaner Komitasin       | 为联合国儿童基金会拍摄的纪录片，遗失（？）                       |
| 1985      | 庇罗斯马尼主题上的蔓藤图案 | （俄文） Арабески на тему Пиросмани | Arabeski na temu Pirosmani | 纪录短片                                                         |
| 1989-1990 | 自白                       | （亞美尼亞文） Խոստովանանք          | Khostovanank               | 未完成；原始负片保留在《帕拉杰诺夫：最后的春天》（1992年）一片中 |

## 備注
1. ↑  亞美尼亞語：，羅馬化：Sargis Hovsepi Parajanyan
喬治亞語：，羅馬化：Sergo Parajanovi
俄语：
烏克蘭語：，羅馬化：Serhii Iosypovych Paradzhanov